# 자수범
자수범이란 행위자 자신이 직접 실행해야 범할 수 있는 범죄이다. 즉, 자연인인 정범 자신이 직접 범행을 저지름으로써 범죄가 성립하고, 타인을 이용해서는 그 범행을 저지를 수가 없는 범죄로 형법상 위증죄 등이 자수범에 해당한다.

## 진정 / 부진정자수범
진정 자수범은 신분자 혼자 당해 범행을 저지를 수 있는 범죄이다. 부진정 자수범은 수뢰죄·도주죄·배임죄·비밀누설죄와 같이 신분자가 비신분자나 다른 신분자를 이용하여 간접정범을 범할 수는 있지만 비신분자가 신분자를 이용하여 간접정범을 범할 수는 없기에 이용자는 단지 교사 또는 방조범으로만 되는 범죄이다.

## 참고 문헌
- 손동권, 『체계적 형법연습』, 율곡출판사, 2005. (ISBN 8985177915)